# Fyrstbispedømmet Münster
Fyrstbispedømmet Münster var et kirkeligt fyrstendømme i Det Hellige Romerske Rige, som lå i den nordlige del af nutidens Nordrhein-Westfalen og vestlige Niedersachsen. Fyrstbispedømmet blev udskilt fra Hertugdømmet Sachsen, som var blevet opsplittet i flere dele. Fyrstbispedømmet eksisterede fra 1180 til 1802.